# Italia 1
Italia 1 (ital. Italia uno) ist ein privater italienischer Fernsehsender der Sendergruppe MediaForEurope (MFE). Der Sender hat sich vor allem auf US-Serien, Anime, Sendungen und Musiksendungen spezialisiert. Animes werden inzwischen auf Italia 2 ausgestrahlt.
Über den Satelliten Hotbird ist Italia 1 auch in Deutschland empfangbar. Bis zum 7. September 2015 sendete Italia 1 noch unverschlüsselt. Seitdem ist der Sender nur noch über Satellit im Pay-TV empfangbar. Über tivùsat kann man Italia 1 auch unverschlüsselt empfangen, es wird aber eine tivùsat-Karte und eine italienische Steuernummer zur Freischaltung der tivùsat-Karte benötigt. Im Gegensatz zu anderen Pay-TV-Abonnements fallen bei tivùsat nur einmalige Kosten für die tivùsat-Karte an. Die Karte ist dann unbefristet gültig.
Die vom ehemaligen italienischen Regierungschef Silvio Berlusconi gegründete Mediengruppe Mediaset erklärte den Schritt mit lizenzrechtlichen Problemen. Aufgrund gestiegener Preise für TV- und Sportrechte verfügen die Sender nicht über die Rechte für die europaweite Ausstrahlung, sodass die Mediengruppe die unverschlüsselte Verbreitung der Sender beendet hat.

## Programm

### Animationstrick
Nachdem Canale 5 und Rete 4 vor einigen Jahren Zeichentrickserien aus ihrem Programm genommen haben, ist Italia 1 der einzige Free-TV-Sender von Mediaset, der noch Zeichentrickserien sendet. 
- Animaniacs
- Der rosarote Panther
- Die Schlümpfe
- Die Simpsons
- Heidi
- Looney Tunes
- My Little Pony – Freundschaft ist Magie
- Scooby Doo
- SpongeBob Schwammkopf
- Transformers
- Zig & Sharko – Meerjungfrauen frisst man nicht!

### US-Serien
- Alles Betty!
- American Dad
- Baywatch – Die Rettungsschwimmer von Malibu
- Beverly Hills, 90210
- CSI: Den Tätern auf der Spur
- CSI: Miami
- CSI: NY
- Dr. House
- Everwood
- Futurama
- Family Guy
- Gilmore Girls
- Gossip Girl
- Grey’s Anatomy
- Hannah Montana
- Heroes
- Malcolm mittendrin
- Mr. Bean
- My Name Is Earl
- Prison Break
- Sabrina – Total Verhext!
- South Park
- Surface – Unheimliche Tiefe
- O.C., California
- Vampire Diaries

### Musiksendungen
- Bis 2007 wurde jährlich das Musikfestival Festivalbar ausgestrahlt.

## Ehemalige Sendung

### Anime
- Detektiv Conan
- Dragon Ball
- Dragon Ball Z
- Mermaid Melody
- Naruto
- One Piece
- Pokémon
- Police Academy
- Rollbots
- Saint Seiya
- Willcotoye
- Woody Woodpecker
- Zoids

### Cartoons
- Beyblade Metal Master
- Bakugan Gundalian Invaders
- Bernard
- Ben 10
- Tom und Jerry
- Power Rangers Samurai